# Билет на небеса
«Билет на небеса», или «Билет в рай» (англ. Ticket to Heaven) — канадский фильм 1981 года режиссёра Ральфа Томаса по документальной книге Джоша Фрида «Лунная паутина: путешествие в сознание секты» (англ. Moonwebs: Journey into the Mind of a Cult).

## Сюжет
Молодой школьный учитель Дэвид Кэппель только что пережил крайне тяжёлое расставание со своей подругой Сарой. Получив приглашение от старого друга, Дэвид отправляется в «Город Свободы» — что-то вроде летнего лагеря. Всё внутри лагеря полно дружелюбия, хотя Дэвид обратил внимание на то, что место достаточно отдаленное, ворота заперты, а стены очень высокие. «Город Свободы» оказался тренировочным лагерем религиозной секты, где при помощи голодания, изнурения и промывания мозгов новичков превращали в последователей подобного мессии лидера.

## В ролях
- Ник Манкузо — Дэвид
- Сол Рубинек — Лэрри
- Мег Фостер — Ингрид
- Ким Кэттролл — Рути
- Р. Х. Томсон — Линк Струнк
- Дженнифер Дэйл — Лиза
- Гай Бойд — Эрик
- Дикси Ситл — Сара
- Пол Соулс — Морли
- Харви Аткин — мистер Стоун
- Роберт Джой — Патрик
- Стивен Маркл — Карл
- Тимоти Уэббер — Грег
- Патрик Бример — доктор Дуайер
- Марша Даймонд — Эстер

## Награды

### Победы
- Премия «Джини»
  - 1982 — Лучший монтаж — Рону Уизману
  - 1982 — Лучший фильм — Рональду Коэну, Вивьен Лебош
  - 1982 — Лучший актёр — Нику Манкузо
  - 1982 — Лучший актёр второго плана — Солу Рубинеку

### Номинации
- Премия «Джини»
  - 1982 — Лучшая режиссура — Ральфу Томасу
  - 1982 — Лучшая музыка к фильму — Микки Эрбе, Мэрибет Соломон
  - 1982 — Лучший звук — Марку Чиассону, Брюсу Карвардайну, Глену Готье
  - 1982 — Лучший монтаж звука — Марку Чиассону, Глену Готье, Дону Уайту, Дэвиду Эпплби, Брюсу Карвардайну
  - 1982 — Лучшее исполнение роли зарубежным актёром — Гаю Бойду
  - 1982 — Лучшее исполнение роли зарубежной актрисой — Мэг Фостер
  - 1982 — Лучший актёр второго плана — Р. Х. Томсону
  - 1982 — Лучшая актриса — Ким Кэттролл
  - 1982 — Лучшая актриса второго плана — Дикси Ситл
  - 1982 — Лучший адаптированный сценарий — Ральфу Томасу, Энн Кэмерон